# Diplocolenus exsiliatus
Diplocolenus exsiliatus är en insektsart som beskrevs av Alexander Fyodorovich Emeljanov 1966. Diplocolenus exsiliatus ingår i släktet Diplocolenus och familjen dvärgstritar. Inga underarter finns listade i Catalogue of Life.